# Terzian
Terzian är en orgelstämma av typen icke-repeterande blandstämma och principalstämma. Den består av två kor: en ters 1 3⁄5´ och en kvint 1 1⁄3´. Stämman tillhör kategorin labialstämmor.